# Csita (település)
Csita város Oroszország szibériai részén, a Bajkálontúli határterület központja, fontos közlekedési, kulturális és ipari központ. Neve a Csita folyónévből alakult ki, mely a mandzsu-tunguz nyelvekből való, a szó tövének eredeti jelentése „agyag”.
Lakossága 324 444 fő (a 2010. évi népszámláláskor).

## Fekvése
Csita az Ingoda folyó völgyében, az azonos nevű Csita folyó és az Ingoda egybefolyásánál terül el. A város Moszkvától 4740 km-re van a Transzszibériai vasútvonal mentén.

## Története
Csita alapja más szibériai városokhoz hasonlóan kozák szabad csapatok által téli szálláshely céljára épített cölöpvár volt. A cölöpvárat Pjotr Beketov kozák atamán parancsára építették 1653-ban. Ez a cölöpökből készült külső fallal megerősített téli szálláshely 3 kunyhóból és egy nagyobb raktárból állt.
1826-ban a dekabrista felkelés négy száműzöttje érkezett Csitába. A település ekkor 49 épületet számlált.
1851-ben I. Miklós cár rendelettel létrehozta a Bajkálon-túli Kormányzóságot. Csita ekkor kapott városi jogokat.
1900-ban elérte a Transzszibériai vasútvonal Csitát, megkezdődött a város iparosodása.

## Gazdasági élet, közlekedés

### Közlekedés
Csita repülőtere a Kadalai repülőtér (IATA: HTA, ICAO: UIAA) a várostól 10 km-re nyugatra található. Naponta több járat köti össze Moszkvával.
Nemzetközi viszonylatban az Air China üzemeltet járatot Csita és a belső-Mongóliai Hailar között.

## Oktatás, kultúra

### Oktatás
A Csitai Állami Egyetemet 1974-ben alapították. A Bajkálontúli határterület meghatározó felsőoktatási intézménye. Az egyetemhez 8 intézet tartozik 54 tanszékkel.

## Híres emberek
- Itt született Maciej Nowicki (1910–1950) Amerikába emigrált lengyel építész